# Rastböle metrostation
Rastböle (finska: Rastila) är en station inom Helsingfors metro i delområdet Rastböle i stadsdelen Nordsjö.
Stationen öppnades den 31 augusti 1998. Irmeli Grundström och Juhani Vainio projekterade stationen. Längs spåren finns skulpturen Nonstop av Timo Heino, 1998
Stationen ligger 1,955 kilometer från Botby gård och 1,244 kilometer från Nordsjö.

## Galleri

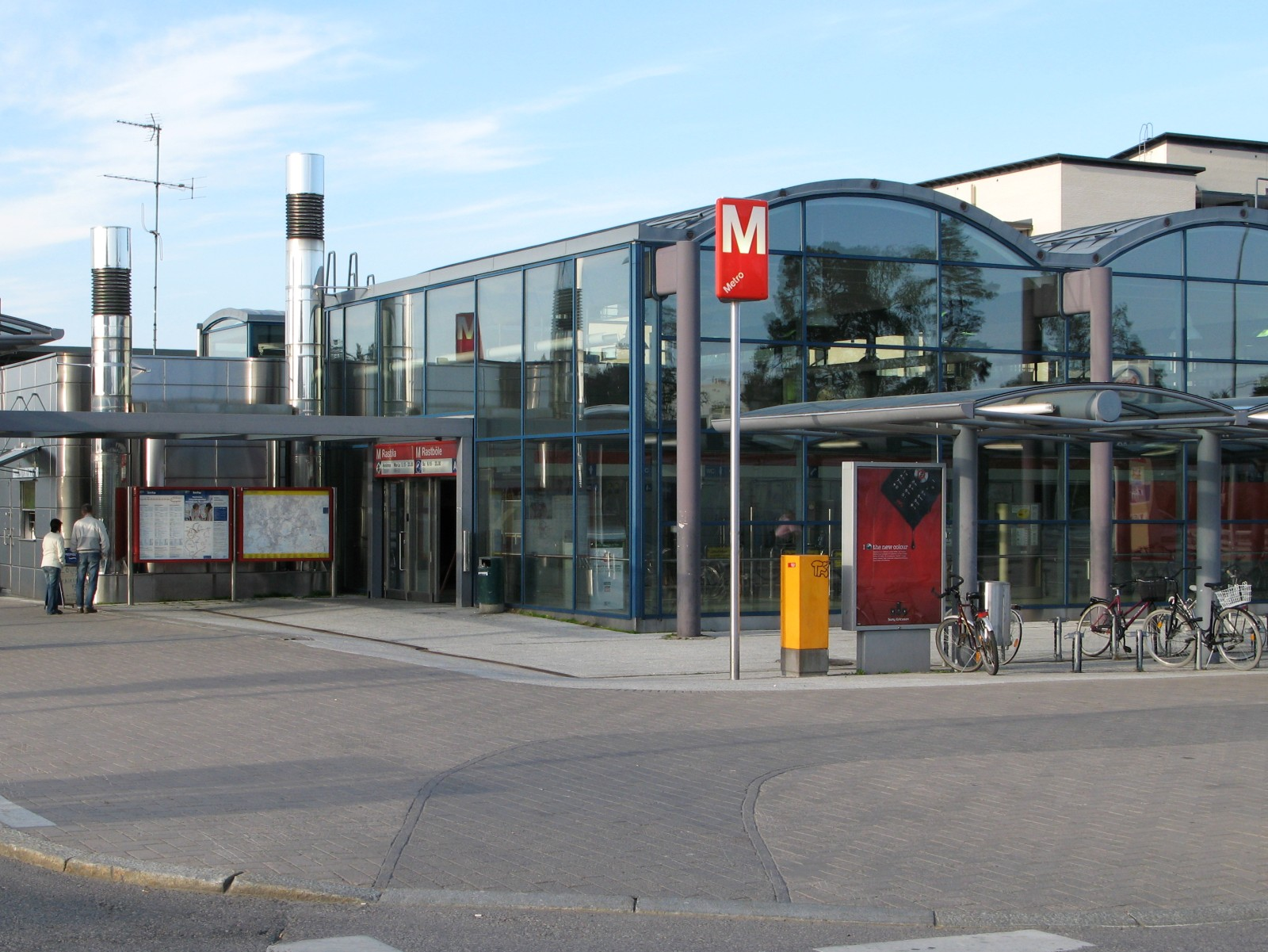
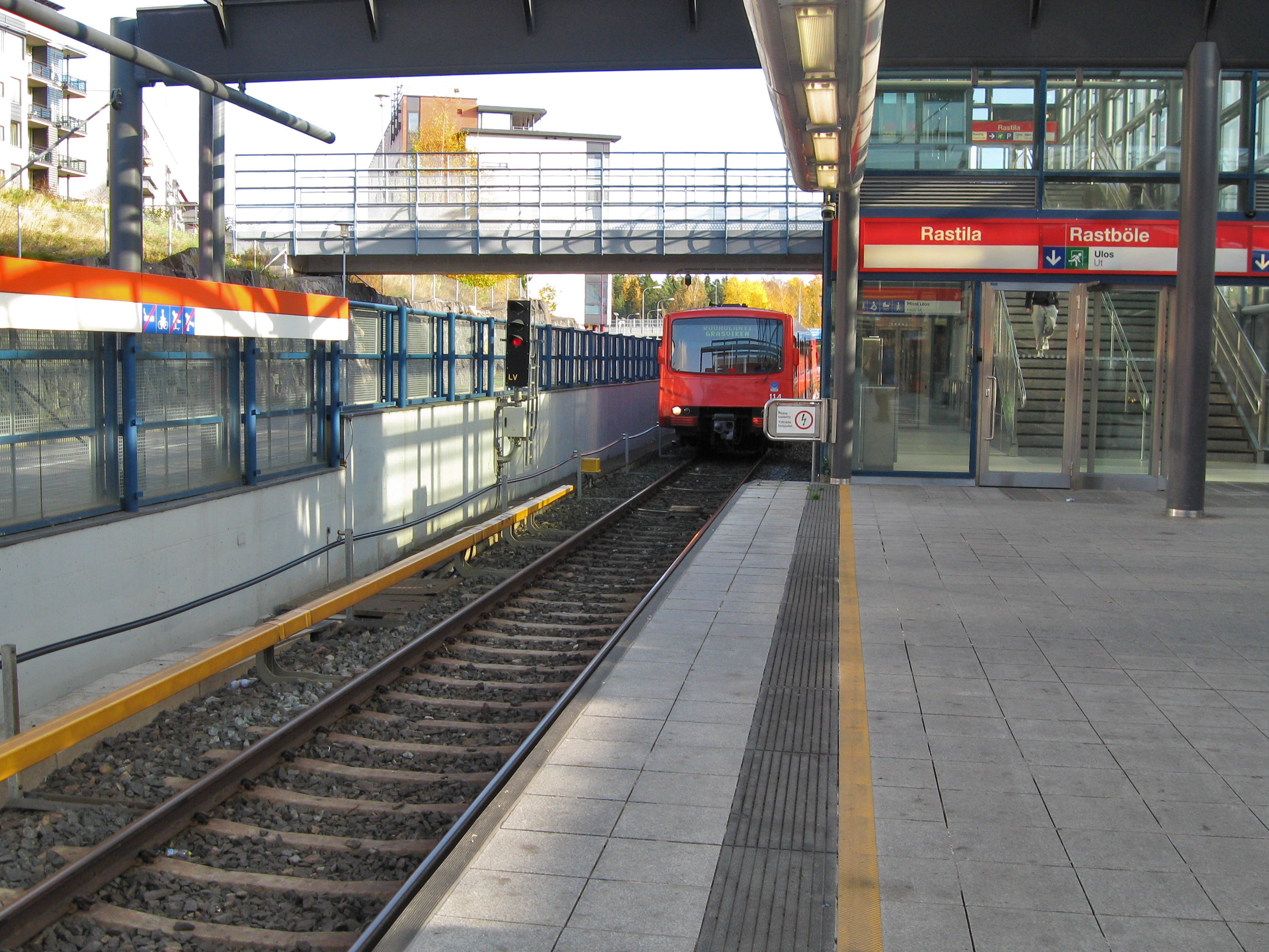
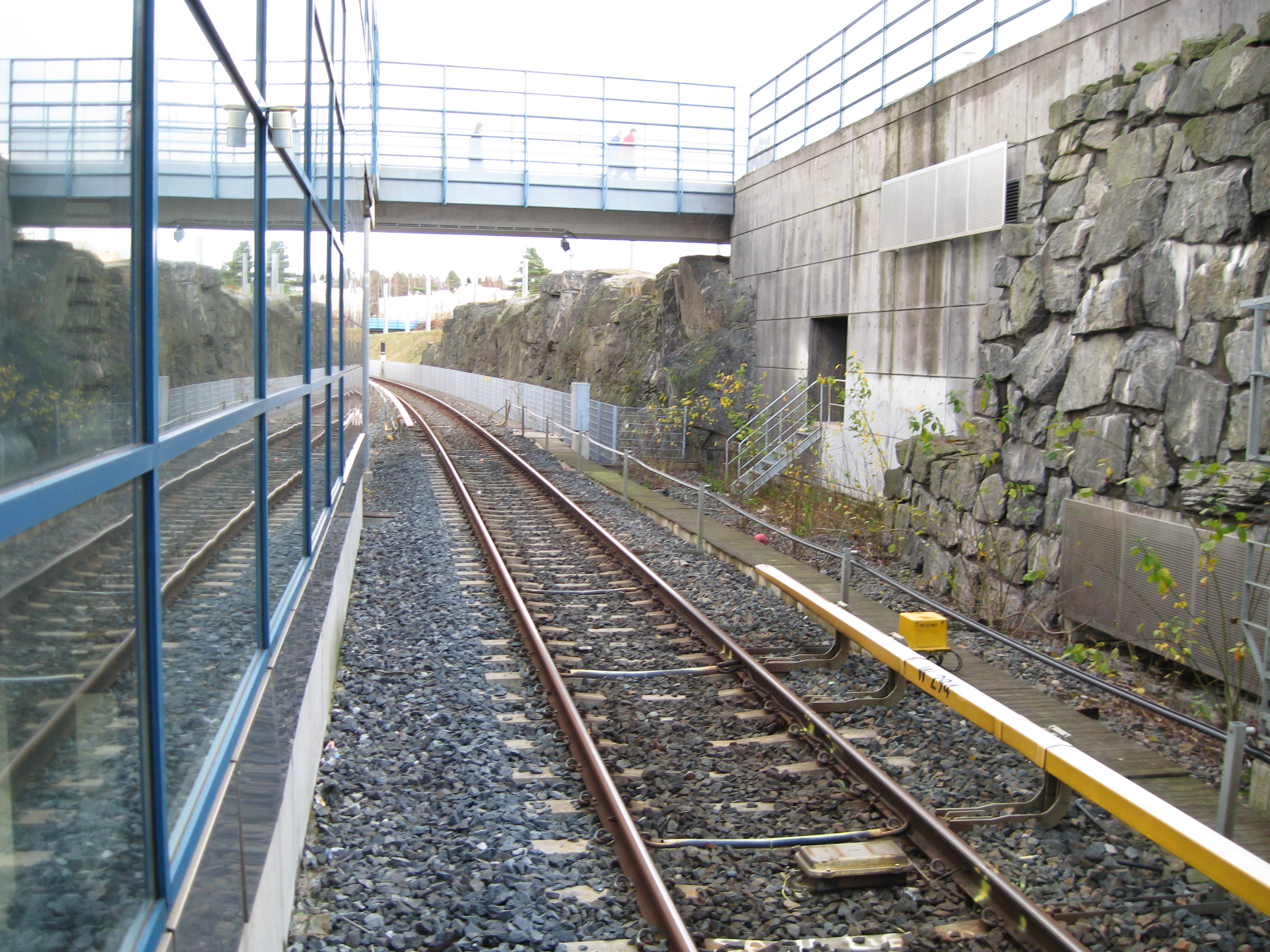
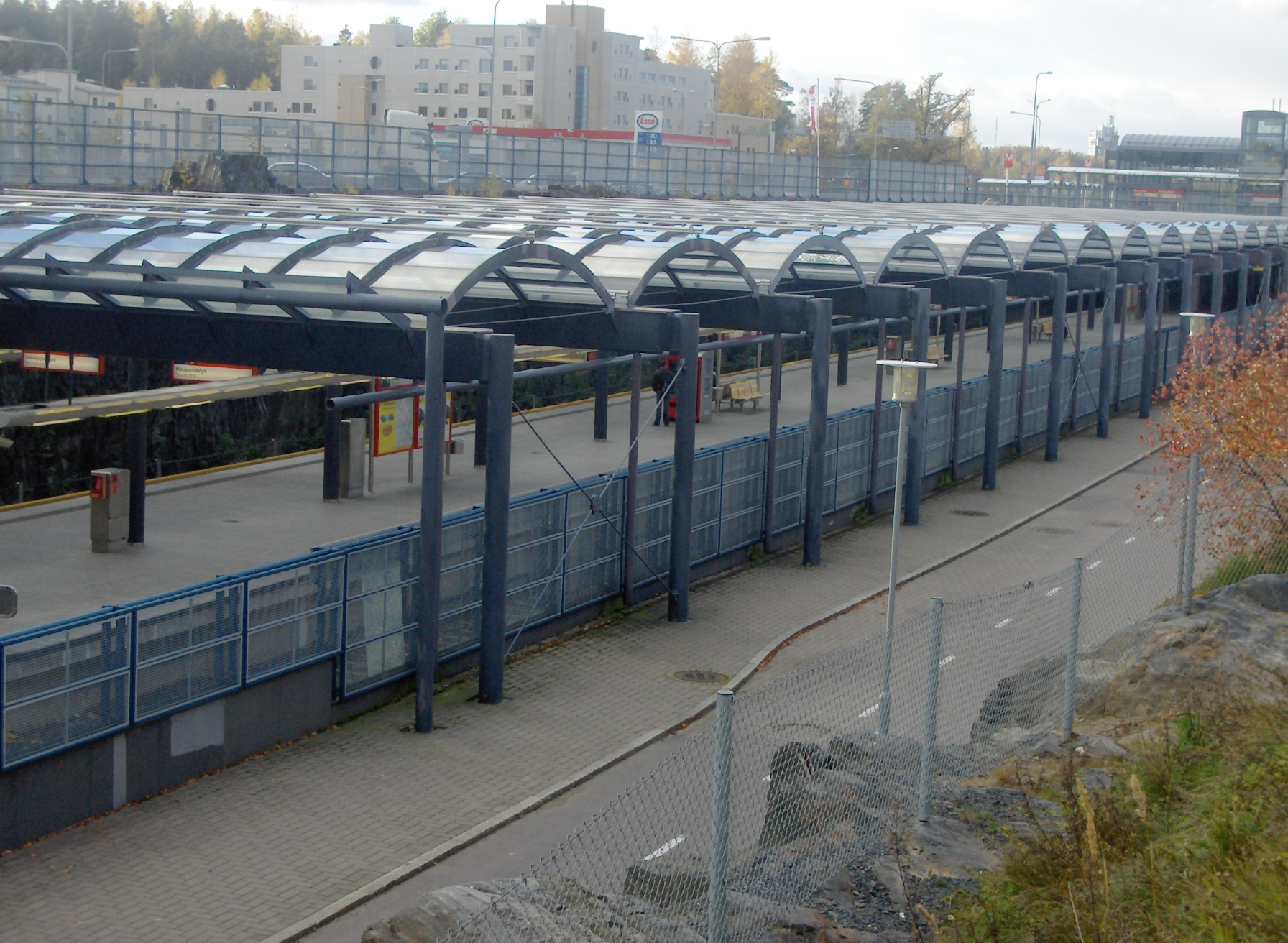